# Samen naar Oostende
Samen naar Oostende is een verhaal van de Nederlandse schrijver Willem Frederik Hermans, geschreven in 1942. Een man komt op de Postjeskade een meisje tegen, met wie hij naar Oostende gaat. Zij komen in de stad Spa terecht, waar de verteller verneemt dat zij aan een raadselachtige ziekte lijdt. Vervuld van medelijden vermoedt hij dat zij nog onderweg naar Oostende zal sterven. In 1948 werd het verhaal opgenomen in de novellebundel Moedwil en misverstand.
Het verhaal wordt doorgaans gezien als een proeve van surrealisme. Het is een van de minst becommentarieerde verhalen uit de bundel, misschien omdat de omvang slechts vijf bladzijden is. Volgens biograaf Willem Otterspeer is het medelijden het thema. Hermanskenner Hans van Straten meent dat het verhaal een centrale plaats in het oeuvre toekomt, omdat het psychische conflict van de auteur erin samengevat zou zijn.

## Ontstaansgeschiedenis
Samen naar Oostende is geschreven op 18 december 1942. In 1971 verklaarde de auteur dat het verhaal het resultaat is van een authentieke droom, door mij de volgende ochtend meteen opgeschreven, vandaar dat de datering zo nauwkeurig is. Het verhaal heette eerst Tezaam naar Oostende en het is ook mogelijk dat dit verhaal aanvankelijk de werktitel De zwerveling in de Anacondastraat droeg, omdat van die titel in dezelfde periode sprake is. Uitgever Meulenhoff had onder meer deze novelle laten lezen aan D.A.M. Binnendijk laten lezen, die tegen Hermans zei dat het verhaal hem te veel op Bordewijk leek, met name op diens Huissens. Hermans was zich daarvan bewust maar vond het geen bezwaar omdat het thema bij hem “op een totaal andere wijze uitgewerkt” was.
Hermans had Oostende in 1939 bezocht, toen hij van 17 tot 20 mei deel uitmaakte van een groep leerlingen van het Amsterdamse Barlaeus Gymnasium die in het kader van een uitwisselingsinitiatief België bezocht.

## Samenvatting
In de donkere nacht loopt de verteller over de Postjeskade, waar hem twee meisjes passeren. De tweede heeft een kettinkje aan haar vinger waarin hij blijft haken. Zij draagt een beige mantel met loshangende ceintuur en haar gezicht wordt op twee plaatsen door bruine vlekken ontsierd. Zij wandelen de hele nacht en trekken naar het zuiden, op weg naar Oostende. Zij raken echter landinwaarts en komen in een plaats die niet door de oorlog verwoest is. Die dag bereiken zij Oostende niet meer, maar komen in een stad waarvan de ik-verteller denkt dat het Spa moet zijn. Het is een sterk hellende stad met alleen stegen.
Het meisje vertelt hem dat ze ziek is. Hij komt er niet achter om welke raadselachtige ziekte het gaat. Zij werden steeds armer naarmate zijn liefde groeide. Haar mantel was verdwenen, haar jurk was gescheurd. Zij wil dat hij alles vertelt wat hij over Oostende weet, waarop hij de monumentale gebouwen en de brede trappen naar zee beschrijft, waaronder toiletten zijn. Brede straten voeren naar een park waaraan grote herenhuizen staan en een plein met autobussen is. Ook is er een Casino dat op zee uitkijkt. Het heeft een grote zaal met zuilen en goud, rode tapijten, palmen in koperen vaten en gouden lichtkronen. De volgende dag zouden zij daar aankomen.
Terwijl ze door de nauwe stegen van Spa lopen, beduidt het meisje dat zij een behoefte moet doen, maar waar? Ze lopen door en zien op een kruising een oud ijzeren kanon dat ingegraven is om wagens het binnenrijden te belemmeren. Aangezien er geen mensen voorbij komen, moet zij bij de trappen en nissen maar een verborgen plaats zoeken terwijl hij de wacht houdt. Een groene Duitse officier komt langs en berispt hen, maar de verteller legt uit dat ze geen andere keuze hadden, waarop de Duitser vriendelijk lacht en verder gaat.
Aan de buitenkant van Spa zien ze in de verte de koepel van het Casino al glanzen. Inmiddels zijn de haren van het meisje aan het uitvallen en verbranden haar wangen van koorts. Haar jurk is weggesleten en haar hemd vertoont scheuren. Bij een bruggetje rusten ze en zien in het water grote karpers. De ik-verteller is verdrietig omdat hij ervan overtuigd is dat het meisje, dat hij Suzanne noemt, zal sterven voor ze in Oostende zijn.

### Personages
Hijeen Amsterdammer
Suzannezijn vriendin
een Duitse officier

## Schrijfstijl
Michel Dupuis rekent de novelle tot de “deels surrealistische, deels groteske” verhalen uit Moedwil en misverstand; het is daarin een van de “sterk modernistische teksten”. Ook biograaf Willem Otterspeer vindt surrealistisch een correct etiket, vanwege de “associatieve geheimzinnigheid”.

## Thematiek
Het verhaal van vijf bladzijden heeft nauwelijks de aandacht getrokken. Onderzoeker Baudoin Yans maakt alleen in de noten van zijn proefschrift enkele opmerkingen. Hij wijst erop dat in het verhaal een kruispunt voorkomt, wat in het werk van deze auteur zou duiden op het centrum van de wereld. Daarnaast wijst hij erop dat bij Hermans de dood vaak een ladder of trap als attribuut heeft en nauwe, smalle doorgangen.
Otterspeer ziet het medelijden als het grote thema van het verhaal. De geheimzinnige ziekte van het meisje stuwt het medelijden van de jongen op tot “ongekende grootte.”

### Incestueuze verhouding tot de zuster
Hermanskenner Hans van Straten meent dat het verhaal een voorbeeld is van een vroeg verhaal waarin een auteur “onbewust zijn psychologisch conflict heeft samengevat”, zodat later wordt gezegd dat de schrijverspersoonlijkheid er al helemaal in te herkennen is. Als andere voorbeelden van dit type noemt hij Das Urteil van Kafka, De bruine vriend van Vestdijk en Het tillenbeest van Wolkers. De uitzonderlijke betekenis van deze novelle voor het oeuvre van Hermans zou zijn dat hierin al datgene te vinden is wat volgens Van Straten het centrale thema van het oeuvre is: de verhouding tot de zuster. Het zou “een doodsfantasie met incestueuze implicaties” zijn, waarin het meisje een voorloper is van het personage Debora uit de roman Ik heb altijd gelijk uit 1951.
Het meisje zou haar broer het dodenrijk binnenvoeren, want de mysterieuze ziekte waaraan zij lijdt is de dood. Het dodenrijk ligt altijd over het water: Zij gingen via vele eilanden, over vele veren, naar het zuiden.” Op haar verzoek beschrijft de man Oostende als een stad vol hotels “van grijze steen, allemaal ouderwets, allemaal monumentaal.” Van Straten vat dit op als een begraafplaats. De Duitser heeft dezelfde functie als neef Leendert uit Ik heb altijd gelijk.

## Publicatiegeschiedenis
Het verhaal maakt sinds de eerste druk van 1948 deel uit van Moedwil en misverstand, aanvankelijk onder de licht afwijkende titel Tezaam naar Oostende.